# Cahnsdorf
Cahnsdorf (niedersorbisch Drobkowy) ist ein Ortsteil der Stadt Luckau im Süden des brandenburgischen Landkreis Dahme-Spreewald.

## Lage
Der Ort Cahnsdorf liegt in der Niederlausitz. Nachbarorte sind Karche-Zaacko im Norden, Duben mit dem Gemeindeteil Freiimfelde im Nordosten, Alteno und Willmersdorf-Stöbritz im Osten, Garrenchen, Frankendorf und Freesdorf im Süden sowie die Stadt Luckau im Westen. Die Landesstraße 526 verläuft durch den Ort.

## Geschichte
Erstmals urkundlich erwähnt wurde Cahnsdorf im Jahr 1375 im Landbuch der Mark Brandenburg mit dem Namen Buckinsdorf, im Jahr 1400 wurde der Ortsname Kansdorf geschrieben.
Neben der mittelalterlichen Dorfkirche ist die im Süden und Westen des historischen Ortskerns noch vorhandene mittelalterliche Dorfumwallung (gen. „Hag“ oder „Hack“, Graben – Wall – Graben – System vgl. Kaltenborn im Fläming) in der Bodendenkmalliste geführt. (siehe Liste der Bodendenkmäler)
Ab dem Jahr 1952 gehörte Cahnsdorf zum Kreis Luckau. Nach der Wiedervereinigung bildete Cahnsdorf zusammen mit 15 weiteren Gemeinden das Amt Luckau. Am 6. Dezember 1993 kam Cahnsdorf zum neu gegründeten Landkreis Dahme-Spreewald. Am 26. Oktober 2003 wurde Cahnsdorf nach Luckau eingemeindet. Eine Klage der Gemeinde Cahnsdorf gegen die Eingemeindung wurde abgewiesen.

## Bevölkerungsentwicklung
| Jahr | Einwohner |
| ---- | --------- |
| 1875 | 347       |
| 1890 | 405       |
| 1910 | 294       |
| 1925 | 337       |
| 1933 | 377       |
| 1939 | 351       |
| 1946 | 556       |
| 1950 | 530       |
| 1964 | 410       |
| 1971 | 450       |
| 1981 | 429       |
| 1985 | 406       |
| 1989 | 484       |
| 1992 | 655       |
| 1997 | 590       |
| 2002 | 427       |
| 2020 | 347       |

## Nachweise
1. 1 2 3  Stadt Luckau – Ortsteile. Abgerufen am 30. Juni 2023.
2. ↑  Reinhard E. Fischer: Die Ortsnamen der Länder Brandenburg und Berlin. Alter – Herkunft – Bedeutung. be.bra wissenschaft verlag, Berlin 2005, S. 39.
3. ↑  Sechstes Gesetz zur landesweiten Gemeindegebietsreform betreffend die Landkreise Dahme-Spreewald, Elbe-Elster, Oberspreewald-Lausitz, Oder-Spree und Spree-Neiße (Memento vom 1. Dezember 2020 im Internet Archive) (6. GemGebRefGBbg) vom 24. März 2003, Gesetz- und Verordnungsblatt für das Land Brandenburg, I (Gesetze), 2003, Nr. 05, S. 93.
4. ↑  Historisches Gemeindeverzeichnis des Landes Brandenburg 1875 bis 2005. (PDF; 331 kB) Landkreis Dahme-Spreewald. Landesbetrieb für Datenverarbeitung und Statistik Land Brandenburg, Dezember 2006, abgerufen am 7. März 2017.